# Александр I Антіохійський
Александр I Антіохійський — патріарх Антіохії (412—417) від Мелетійської лінії, а згодом і возз'єднаної церкви Антіохії. Був одним із претендентів на посаду єпископа Антіохії між 408 і 418 роками або 412 і 417 роками. Ці дати різняться залежно від джерел. Його посередницькі зусилля привели до відновлення спілкування між мелетянами та євстахіанами, поклавши край Мелетійській схизмі в Антіохії.

## Життя і праці
Про життя Александра відомо мало. До висвячення на єпископа був відомий своїм аскетичним життям, повним самодисципліни, бідності та самозречення. Також був знаменитий своєю мудрістю та красномовством. Його зусиллями Константинопольська церква відновила ім'я Іоана Золотоуста в церковних диптихах (див. полеміку про Іоанна Золотоуста).
Александр змінив Порфирія на посаді єпископа (патріарха) Антіохії від Мелетійської лінії.
У 415 році завдяки своїй проповіді зміг возз'єднати послідовників Євстахія Антіохійського, Пауліна Антіохійського та Евагрія Антіохійського знову до спілкування з Антіохійською церквою. У день святкування подолання схизми провів духовенство і народ великою процесією на зібрання біля воріт великої Антіохійської церкви, заповнивши міський форум.